# La Pension Beaurepas
La Pension Beaurepas (The Pension Beaurepas) est une nouvelle satirique d'Henry James, parue en décembre 1879 dans la revue The Atlantic Monthly, avant d'être reprise en volume deux ans plus tard chez Macmillan, Londres.
Satire suave de la folie des grandeurs des bourgeois américains, La Pension Beaurepas traite pleinement du thème international, sujet proprement jamesien où l’auteur s’intéresse au choc culturel entre les valeurs du Nouveau Monde et celles de la civilisation européenne. 

## Résumé
La pension Beaurepas est un lieu de qualité où descendent chaque année plusieurs Américains fortunés en séjour à Genève. Le narrateur brosse un portrait de ceux qui y vivent au moment de son propre passage.
Mrs Church, conquise depuis longtemps par la culture européenne, a quitté l'Amérique avec sa fille encore enfant, et elle refuse catégoriquement de la ramener dans sa patrie inculte. Aurore, nostalgique de ce pays inconnu dont on dit tant de bien, rêve d'y retourner pour connaître enfin la vie libre que les filles de son âge sont censées y mener.
Mr. Ruck, un homme d'affaires en sévères difficultés financières, a cédé encore une fois aux caprices coûteux de sa femme et de sa fille. Maman et Sophie veulent visiter tous les sites d'intérêt dont elles entendent parler et, au retour de ces excursions, elles font invariablement halte chez les bijoutiers les plus chers de Genève. Le pauvre Ruck ne comprend rien aux beaux-arts et reste insensible aux beautés naturelles du paysage suisse. Il est en outre dépassé par la folie du luxe de son épouse et de sa fille qui les rapproche tous du couperet d'une banqueroute imminente. Mais l'habitude de son statut social et le besoin de sacrifier aux conventions mondaines l'empêchent de refuser la moindre babiole à ses deux chères étourdies.
Aurore et Sophie se lient bientôt d'amitié. Pour Aurore, Sophie est l'exemple vivant de la désinvolture américaine qu'elle désire tant expérimenter, tout en comprenant que son éducation européenne la lui rend inaccessible : l'éducation européenne qu'elle a reçue lui a donné une approche trop réfléchie de l'existence. Quand Mrs. Church apprend que Sophie a prié son amie Aurore de lui rendre visite chez elle, aux États-Unis, elle plie bagage sur-le-champ pour Dresde. 
La pension Beaurepas se vide de sa clientèle. Les Ruck sont sur le point de se rendre à Chamonix où le père souhaite trouver moins de bijoutiers qu'à Genève. Le jour du départ, il reçoit la nouvelle de la faillite tant redoutée. Devant le narrateur, il ne se départ pourtant pas de sa réserve coutumière, comme s'il n'avait reçu que la morsure bénigne d'un moustique, et annonce qu'il doit rejoindre en ville sa femme et sa fille qui l'attendent dans une boutique de luxe pour faire l'achat d'un splendide bijou. Le narrateur l'accompagne et constate que les deux dames paraissent peu ébranlées d'apprendre qu'elles retournent dès ce soir à New York au lieu de poursuivre leur voyage européen. Elles ne semblent toutefois plus soucieuses de s'offrir le précieux bracelet qu'elles convoitent. 

## Traductions françaises
- La Pension Beaurepas, traduit par Jean Pavans, dans Nouvelles complètes, tome II, Paris, Éditions de la Différence, 1992 ; réédition dans Le Point de vue : et sept autres nouvelles, Paris, La Différence, coll. « Minos », 2012
- La Pension Beaurepas, traduit par Marie-Rita Micalet, dans Nouvelles complètes, tome II, Paris, Gallimard, coll. « Bibliothèque de la Pléiade », 2003

## Sources
- Tales of Henry James: The Texts of the Tales, the Author on His Craft, Criticism sous la direction de Christof Wegelin et Henry Wonham (New York: W.W. Norton & Company, 2003)  (ISBN 0-393-97710-2)
- The Tales of Henry James par Edward Wagenknecht (New York: Frederick Ungar Publishing Co., 1984)  (ISBN 0-8044-2957-X)